# Далвортінгтон-Гарденс (Техас)
Далвортінгтон-Гарденс (англ. Dalworthington Gardens) — місто (англ. city) в США, в окрузі Таррант штату Техас. Населення — 2293 особи (2020).

## Географія
Далвортінгтон-Гарденс розташований за координатами 32°41′11″ пн. ш. 97°9′18″ зх. д. / 32.68639° пн. ш. 97.15500° зх. д. (32.686262, -97.155115).  За даними Бюро перепису населення США в 2010 році місто мало площу 4,67 км², з яких 4,58 км² — суходіл та 0,09 км² — водойми.

## Демографія
Згідно з переписом 2010 року, у місті мешкало 2259 осіб у 832 домогосподарствах у складі 669 родин. Густота населення становила 484 особи/км².  Було 872 помешкання (187/км²).
Расовий склад населення:
| - 80,9 % — білих - 7,6 % — чорних або афроамериканців - 5,1 % — азіатів - 0,7 % — корінних американців - 1,6 % — осіб інших рас |

До двох чи більше рас належало 4,1 %. Частка іспаномовних становила 6,7 % від усіх жителів.
За віковим діапазоном населення розподілялося таким чином: 23,5 % — особи молодші 18 років, 63,1 % — особи у віці 18—64 років, 13,4 % — особи у віці 65 років та старші. Медіана віку мешканця становила 46,1 року. На 100 осіб жіночої статі у місті припадало 97,5 чоловіків;  на 100 жінок у віці від 18 років та старших — 97,9 чоловіків також старших 18 років.
Середній дохід на одне домашнє господарство  становив 160 811 долар США (медіана — 118 125), а середній дохід на одну сім'ю — 170 522 долари (медіана — 134 327). Медіана доходів становила 79 750 доларів для чоловіків та 45 444 долари для жінок. За межею бідності перебувало 2,4 % осіб, у тому числі 0,0 % дітей у віці до 18 років та 1,7 % осіб у віці 65 років та старших.
Цивільне працевлаштоване населення становило 1096 осіб. Основні галузі зайнятості: освіта, охорона здоров'я та соціальна допомога — 28,5 %, науковці, спеціалісти, менеджери — 14,9 %, виробництво — 10,4 %, будівництво — 8,9 %.